# Иън Холоуей
Иън Холоуей (на английски: Ian Scott Holloway, 12 март 1963; Бристъл) е футболен играч и мениджър от Англия, Обединеното кралство.

## Кариера на мениджър
Холоуей започва кариерата си в „Бристъл Роувърс“, където работи от 1996 до 2001 г. От тогава до 2006 г. е мениджър на Куинс Парк Рейнджърс. От 2006 до 2007 г. работи за Плимут, а от 2007 до 2008 г. – за Лестър. 

### „Блакпул“
От 2009 до 2012 г. е мениджър на Блакпул.  През сезон 2009/10 г. печели плейофа за влизане от Чемпиъншип във Висшата лига в мач срещу Кардиф, в който отборът изостава два пъти в резултата преди да спечели с 3-2. По този начин Блакпул достига най-горното ниво на английския футбол след като за последно е играл там през сезон 1970/71. 
През следващия сезон отборът изпада в Чемпиъншип.  Стилът на игра на Блакпул е много атакуващ, а Холоуей остава верен на принципите си до края.  През сезон 2011/12 отборът отново достига плейоф за влизане във Висшата лига, който губи с 1-2 от Уест Хам. Когато напуска, за да поеме Кристъл Палас, Блакпул заема 12-о място в Чемпиъншип. 

### „Кристъл Палас“
На 3 ноември 2012 г. е назначен за мениджър на Кристъл Палас. При поемането на поста отборът четвъртото място в Чемпиъншип.  През този сезон отборът се класира драматично за плейофите с победен гол в 89-ата минута в последния мач от първенството – домакинство срещу Питърбъроу.  Кристъл Палас печели плейофния мач срещу Уотфорд с 1-0 с гол на ветерана Кевин Филипс от дузпа в 105-ата минута и по този начин и петата си промоция във Висшата лига в историята, ставайки първият отбор постигнал това. 
През лятото на 2013 г. Холоуей купува 16 играчи, но губи звездата на отбора Уилфрид Заха, който преминава в Манчестър Юнайтед. 
Напуска Кристъл Палас на 23 октомври 2013 г. по взаимно съгласие с ръководството на клуба след като отборът печели едва една победа в първенството до този момент. Кристъл Палас изиграва общо 46 мача под ръководството на Холоуей, от които печели 14, завършва 14 на равно и губи 18 при голова разлика 59-64. 